# شبه‌جزیره آب‌شوران

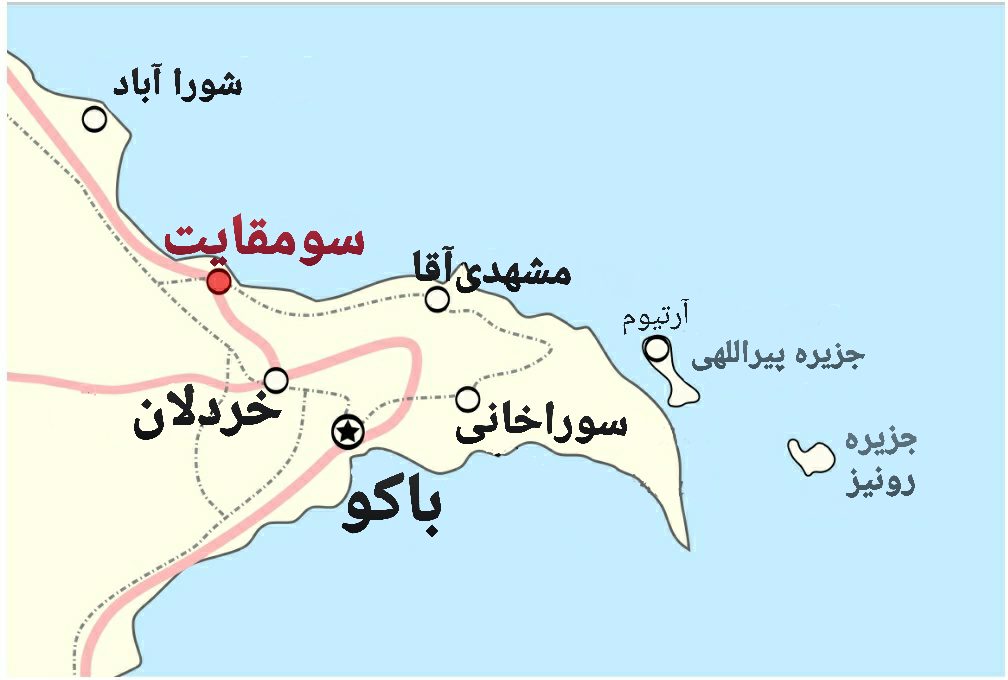
شهرها و جزیره‌ها در شبه‌جزیره آبشئرون.

شبه‌جزیره آب‌شئرون شبه‌جزیره‌ای در کشور جمهوری آذربایجان است. باکو پرجمعیت‌ترین شهر این کشور و همچنین ناحیه کلان‌شهر باکو با شهرهای اقماری سومقاییت و خیردالان در این شبه‌جزیره واقع شده‌اند.

شبه‌جزیره آب‌شئرون سه شهرستان را دربر می‌گیرد که دو تا از آنها مناطق شهری (باکو و سومقاییت) و یکی از آنها از مناطق پیرامون تشکیل شده‌است. مورد سوم شهرستان آب‌شئرون نام دارد.بخشی از مردم این شهر از اصالت تات برخوردارند و پارسی زبان هستند و از مهاجران هستند و زبان خود را در این سرزمین حفظ کرده اند. 
شبه‌جزیره آب‌شئرون ۶۰ کیلومتر به سمت خاور در درون دریای خزر امتداد دارد و بیشینه پهنای آن به ۳۰ کیلومتر می‌رسد. اگرچه این شبه‌جزیره را می‌توان عملاً شرقی‌ترین امتداد رشته‌کوه قفقاز به‌شمار آورد، اما سطح آن تنها تپه‌ماهورهای کم‌ارتفاع دارد. سطح شبه‌جزیره به صورت یک دشت با فراز و نشیب‌های ملایم است که به زبانه‌ای طویل از تپه‌های ماسه‌ای ختم می‌شود. به این زبانه ماسه‌ای «شاه‌دِلی» گفته می‌شود و این محل اکنون پارک ملی آب‌شئرون نام گرفته‌است. در این بخش، چند رودخانه شبه جزیره را قطع می‌کنند و چندین دریاچه نمکی نیز در آن جای گرفته‌است.
از دیدنی‌های این شبه‌جزیره می‌توان آتشگاه باکو، کوه همیشه‌شعله‌ور یانارداغ را نام برد. مناطق دیگر تاریخی آن عبارتند از قلعه نارداران (سده چهاردهم میلادی)، قلعه چهارگوش مردکان و دژ سده چهاردهمی در روستای رامانا. روستای نارداران در آب‌شئرون از دیرباز محل آموزش طلبه‌های دینی شیعه بوده‌است.

## آب‌وهوا
شبه‌جزیره آب‌شوران دارای آب و هوای معتدل نیمه‌خشک با تابستان‌های گرم و خشک، زمستان‌های خنک و گه‌گاه مرطوب و وزش باد شدید در تمام طول سال است. این شبه‌جزیره خشک‌ترین قسمت آذربایجان است و میزان بارش در آن تنها حدود ۲۰۰ میلی‌متر در سال می‌باشد. اکثر بارش سالانه کم‌حجم در اینجا در فصول غیر از تابستان رخ می‌دهد، اما هیچ‌یک از این فصول چندان پرباران و مرطوب نیستند. پوشش گیاهی طبیعی شبه جزیره آب‌شوران استپی خشک و نیمه‌بیابانی است. به دلیل آب و هوای نیمه‌خشک آن، کشاورزی محلی به آبیاری نیاز دارد.

## اقتصاد
از آغاز دهه ۱۸۷۰ یک از نخستین تولیدات نفت در جهان در شبه‌جزیره آب‌شوران انجام شد. بخش اعظم منظره این شبه‌جزیره همچنان با دکل‌های زنگ‌زده قدیمی پوشیده شده‌است. با وجود آسیب‌های جدی زیست‌محیطی و آلودگی شدید آب‌شوران، این منطقه همچنان با باغ‌های گل و توت و انجیر خود معروف است. ساحل شمالی شبه‌جزیره وسیع‌تر است و از جاذبه‌های گردشگری محلی به‌شمار می‌آید.

## منابع طبیعی

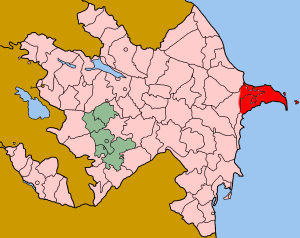
محل شبه‌جزیره در نقشه جمهوری آذربایجان
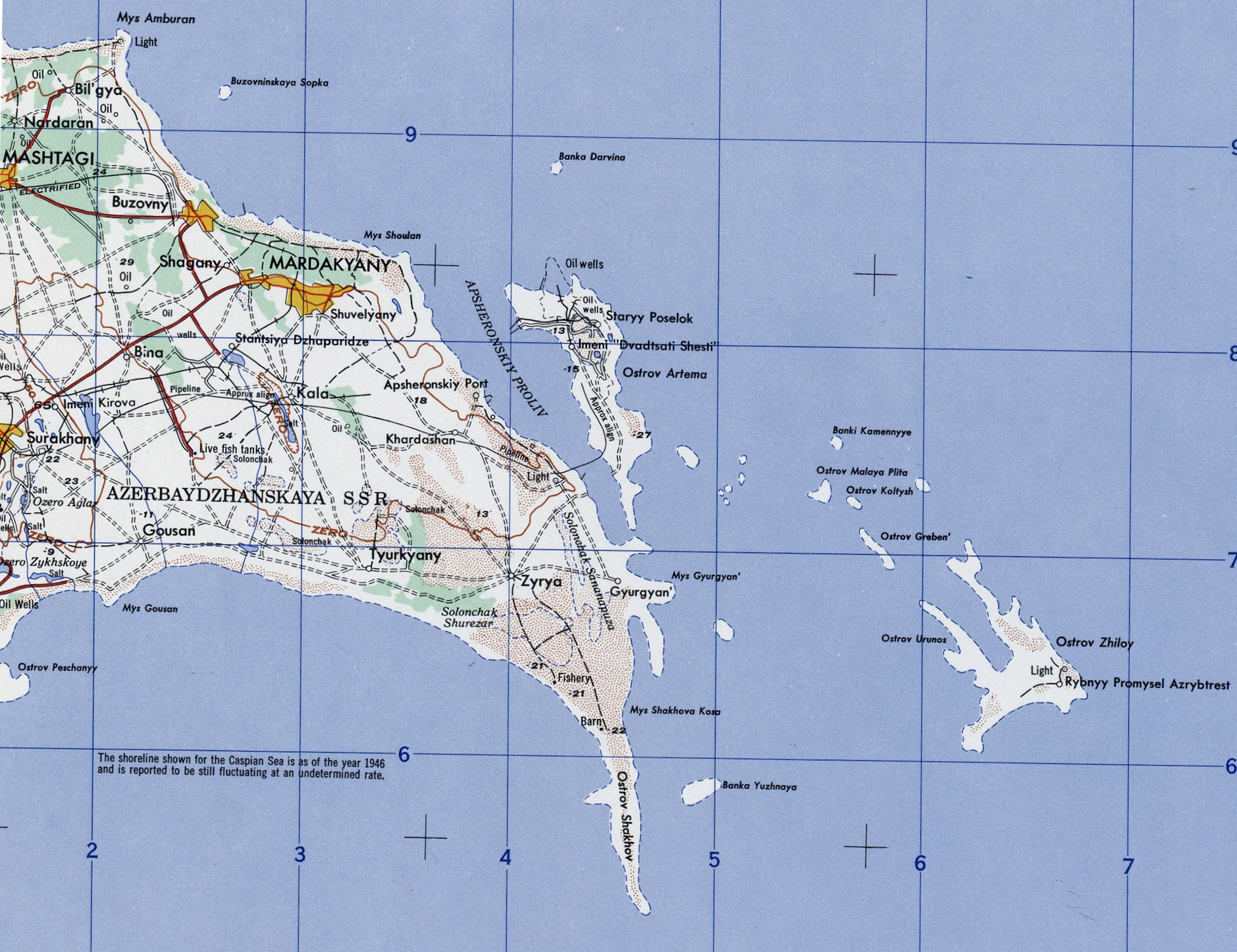
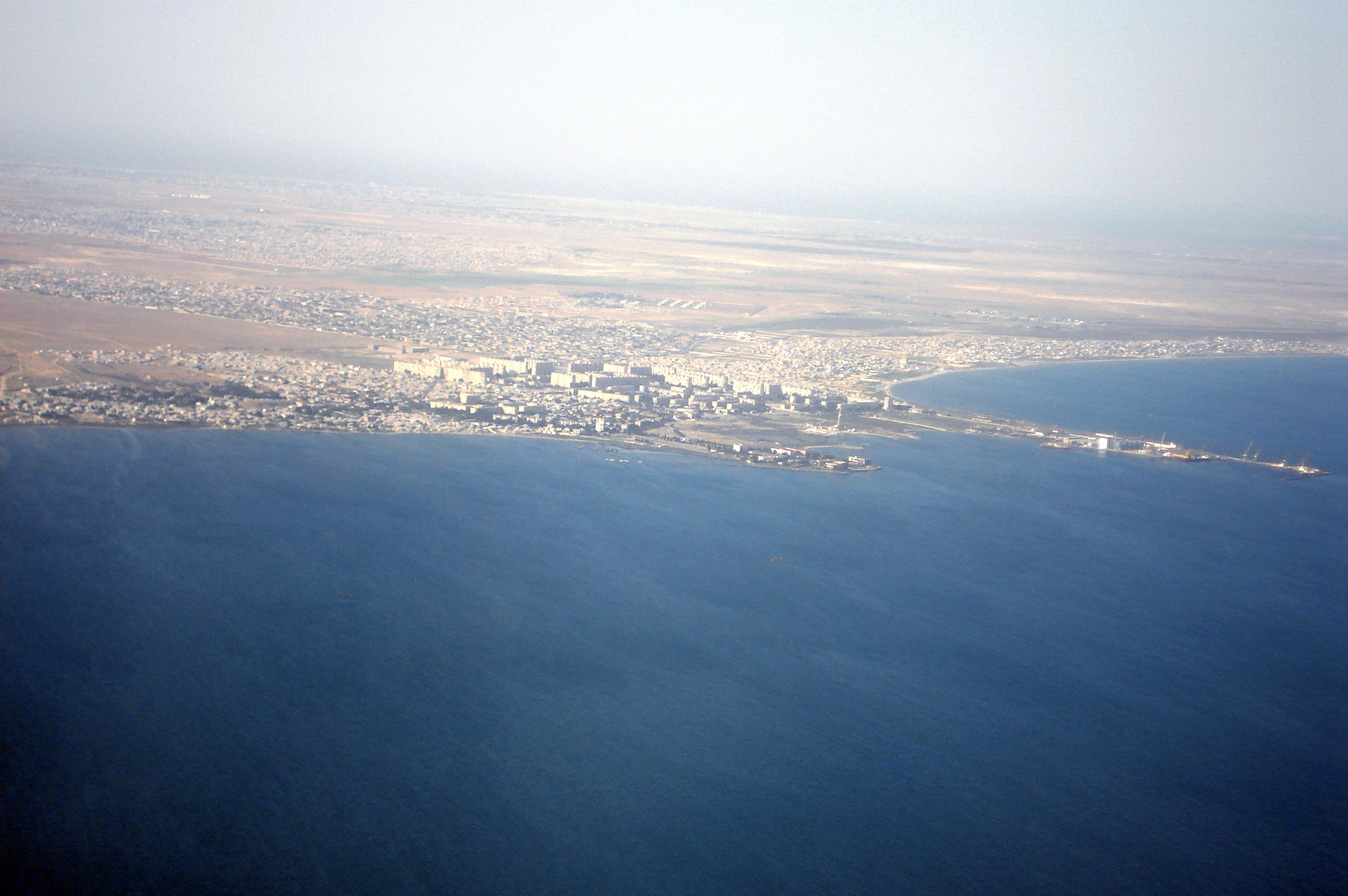
دید هوایی از آب‌شوران

## مخاطرات زیست محیطی

ماهی خاویار (sturgeon)